# Доцин Іван Васильович
Доцин Іван Васильович (нар. 20 червня 1958, с. Комарів Кельменецького району Чернівецької області — 2014[джерело?]) — журналіст, видавець, краєзнавець. Член Всеукраїнської спілки краєзнавців. Заслужений працівник культури України (2007).

## Біографія
Народився 20 червня 1958 року в селі Комарів Кельменецького Чернівецької області. Після служби в армії закінчив факультет журналістики Київського державного університету ім. Т. Шевченка. Працював у васильківській газеті «Шлях Ілліча», чорнобильській «Прапор перемоги», київській обласній газеті «Молода гвардія», керівником фотогуртка броварської станції юних техніків, у київській республіканській газеті «Приватна справа». З липня 1995 і до січня 2000 року — кореспондент київського загальнодержавного тижневика «Гарт».

## Творча діяльність
Іван Доцин — автор і видавець книг "Пийте, люди, на здоров'я «Поляну купіль!» (1996), «Творці духмяного дива» (1996), «Говорить Київ!..» (1997), «Диво-квіти щедрих душ» (2000), «Творці вітамінного достатку» (2002). Як співавтор і упорядник матеріалів у серії «Броварська минувшина» видав історично-краєзнавчі праці «Бровари — рідне місто моє» (1997), «Праотче сторона у межиріччі Десни й Трубежа» (2003), «Броварська минувшина» (2003), «Історія поселень Броварського краю» (2003). З 1994 року у Броварах очолював видавництво «Водограй».
Починаючи із листопада 2010 року, І. Доцин самотужки і власним коштом або залученням грошей добродійників видавав щомісячну історико-краєзнавчу газету
«Броварська минувшина» як орган клубу «Юний краєзнавець» (форматом А3). А з 2012 року паралельно втілював у життя ще один творчо-видавничий проект — газету «Краєзнавчий вісник» (форматом А4).